# V-23 (Spanje)

De V-23

De V-23 is een autovía in Valencia. De elf kilometer lange snelweg verbind Valencia met Sagunto.